# Аріарат I
Аріарат I (дав.-гр. Ἀριαράθης Α΄; бл. 405 до н. е. — 322 до н. е.) — цар Каппадокії у 331—322 роках, прихильник Ахеменідів, згодом боровся проти діадохів Александра Македонського.

## Життєпис
Засновник династії Аріаратідів на троні Каппадокії. Син Аріамна I, сатрапа Каппадокії. Після смерті батька у 350 році Аріарат успадкував посаду сатрапа. На ній підтримував політику перського царя Артаксеркса III із зміцнення держави Ахеменідів. У 350 році до н. е. спрямував брата Олоферна з військом для придушення антиперського повстання в Єгипті.
В подальшому підтримував перського царя Дарія III під час боротьби з армією Александра Македонського. Після поразки персів при Граніку 334 року до н. е. вимушений був відступити до Понтійської Каппадокії, залишивши південну Каппадокію македонянам. Аріарат зібрав сили, спираючись на підтримку місцевого населення, та виступив проти сатрапа-македонянина Сабікта, а потім Абістамена, яких зрештою переміг. Водночас Аріарат спрямував війська на чолі із родичем Аріаком до Дарія III. Це військо брало участь у битві при Гавгамелах.
У 331 році до н. е., після смерті Александра Македонського, Аріарат I встановив у Каппадокії повну владу. Столицею нової держави стала Газіура, де почав карбувати власні монети. Також монетний двір каппадокійського царя було розташовано у Сінопі. Аріарат зумів зібрати значні сили — 30 тис. піхоти та 15 тис. кіннотників. Також він зумів встановити контроль над областю Катаонією.
У 323 році до н. е. регент Пердікка доручив Каппадокію і Пафлагонію Евмену з Кардії. Йому ставилося в обов'язок вести війну з Аріаратом I, оскільки більша частина володінь Евмена перебувала в руках Аріарата. У 322 році до н. е. Пердікка та Евмен розбили каппадокійського володаря, взяли його в полон і стратили (розп'яли на хресті).